# Pupunha
Bactris gasipaes (Kunth) é uma espécie de palmeira multicaule da família Arecaceae, cujo fruto é conhecido por pupunha ou babunha. A espécie é nativa da região amazônica, onde é conhecida popularmente pelos nomes pupunheira e pupunha-verde-amarela. Uma planta da família Arecaceae (antiga Palmae, da carnaúba, babaçu e açaí), da qual se aproveitam diversos aspectos: frutos e palmito como alimento; palhas em cestaria e em cobertura de habitações; flores como tempero; estipe em artesanato e construções; e as amêndoas para extração de óleo.
Pode crescer até 20m, frutificando grandes cachos em cinco anos em condições naturais, reduzindo à metade o tempo em condições especiais de cultivo. É há séculos consumida como alimento pelas populações nativas da América Central até a Floresta Amazônica.

## Etimologia
"Pupunha" é oriundo do tupi pu'puña.

## Características

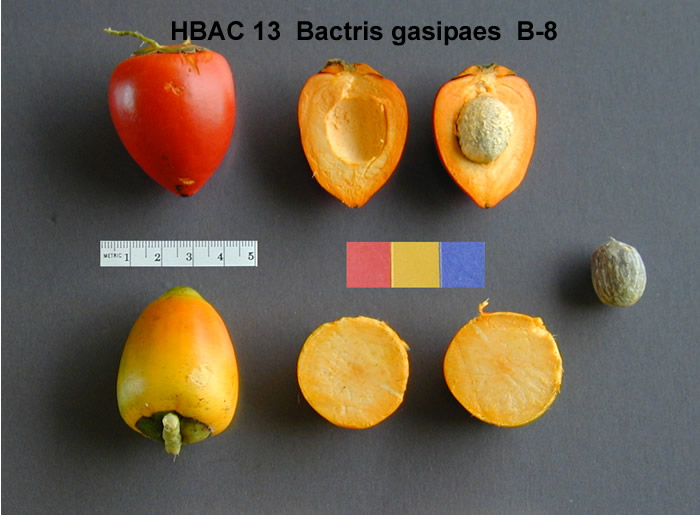
Detalhe do fruto da pupunha

Os frutos alaranjados são ricos em proteínas, amidos e vitamina A, frequentemente consumidos depois de cozidos em água e sal, ou na forma de farinha ou óleo comestíveis. Contudo, também podem ser matéria-prima para a fabricação de compotas e geleias. Dos resíduos, faz-se ração animal.
Existe uma grande variedade de aves que se alimentam da pupunheira silvestre, principalmente as araras, os papagaios e os periquitos (Psittacidae), os quais, ocasionalmente, podem ser espécies endêmicas com risco de extinção.
Composição por 100 g de polpa (mesocarpo):
- 164 calorias,
- 2,5 g de proteínas,
- 28 mg de cálcio,
- 31 mg de fósforo,
- 3,3 mg de ferro,
- 1.500 mmg de pró-vitamina A, caroteno
- 0,06 mg de vitamina B1
- 34 mg de vitamina C.

No Brasil, essa planta também pode ser destinada para a indústria palmiteira porque apresenta características agronômicas adequadas. O mercado interno brasileiro de palmito é cerca de cinco vezes maior do que o externo, que, no entanto, apresenta uma demanda crescente, devido ao crescento uso do produto na culinária internacional. O cultivo da pupunha é economicamente importante também para a Costa Rica.

## Pragas e doenças
Pragas: Ácaro (Tetranychus mexicanus), formiga saúva (Atta spp.), broca-do-olho-do-coqueiro (Rhynchophorus palmarum), broca-das-raízes (Strategus aloeus).
Doenças: Antracnose (Colletotrichum gloeosporioides), helmintosporiose (Helminthosporium sp.), podridão-do-broto (Phytophora sp.), mancha-parda (Mycospharella sp.), podridão-branca (Monilia sp.).

## Vantagens comerciais
A pupunheira apresenta uma série de vantagens para produção de palmito.As principais vantagens para a exploração comercial de palmito da pupunheira são:
1. precocidade, com o primeiro corte a partir de 18 a 24 meses após plantio;
2. perfilhamento da planta mãe, chegando a mais de 15 perfilhos, o que permite repetir os cortes nos anos subseqüentes, sem necessidade de replantio da área;
3. qualidade do palmito, geralmente o palmito tem comprimento de 40 cm e diâmetro entre 1,5 – 4 cm, sendo muito macio e saboroso;
4. lucratividade, quando plantado e conduzido adequadamente, um hectare produz de 5.000 a 12.000 palmitos por ano;
5. segurança para o produtor, pois o palmito pode ser deixado no pé ou quando cortado pode ser processado, envasado e guardado para ser comercializado quando o mercado se encontrar mais propício;
6. facilidade nos tratos culturais e corte, uma vez que plantas selecionadas não apresentam espinhos;
7. vantagens ecológicas, podendo a cultura ser conduzida a pleno sol, em áreas agrícolas tradicionais, sem nenhum dano às matas nativas, fato este de grande apelo comercial, principalmente para a exploração do palmito visando o mercado externo.

Além disto, os frutos da pupunheira também podem ser aproveitados para a preparação de sucos, sorvetes e consumidos cozidos em água e sal, tendo sabor semelhante ao milho verde. O palmito de pupunheira, tem sabor agradável, macio, nutritivo e baixo teor calórico. Além disso, é rico em fibras e minerais, como potássio, cálcio e fósforo, vitaminas e aminoácidos importantes, podendo fazer parte das dietas com restrições calóricas, podendo ser consumido ao natural, cozido em água com sal e limão, assado ao forno ou em churrasqueiras e, mais tradicionalmente, na forma de conserva.

## DesignSustentável
A pupunha também é aproveitada na confecção do compensado de pupunha, utilizado na produção de objetos de design e decoração. Trata-se de um compensado obtido a partir de ripas do estipe da palmeira, prensadas horizontalmente com adesivo de base vegetal. A parte aproveitável do estipe da pupunha para a confecção do compensado é a região periférica, considerada como material lenhoso de alta densidade e rigidez, alcançando um acabamento final de altíssima qualidade devido a sua superfície lisa, proporcionada pela sua textura fina.
É uma palmeira amplamente utilizada na produção do palmito sustentável. Tal produção exige uma demanda contínua de sementes e mudas, originárias de matrizais (grandes áreas de cultivo de palmeiras). Quando atingem maior idade, devido às grandes alturas e à diminuição da produção, que geram aumento dos custos, os produtores são forçados a manejar a touceira para dar lugar ao estipe em frutificação. Esse processo gera como resíduo um volume elevado de estipes, de onde é fabricado este material, desenvolvido pela Fibra Design Sustentável, através da parceria com a ESDI-UERJ (Escola Superior de Desenho Industrial, Universidade do Estado do Rio de Janeiro - UERJ).
Em 2005, este material recebeu um dos mais importantes prêmios de design do mundo – iF Awards - na categoria de novos materiais. O compensado foi consagrado com o prêmio máximo: o troféu Gold. Além de ter sido o único representante da América Latina entre os premiados de sua categoria, foi a primeira vez, em mais de 51 anos de existência do prêmio, que uma instituição de ensino recebeu tal premiação. Consagrado devido representar uma excelente alternativa (não-madeireira) ao desmatamento das florestas nativas para obtenção de madeira. Agregando valor a um resíduo da agroindústria e permite a ampliação do ciclo de vida da espécie. Com isso apresenta uma nova alternativa de renda para os pequenos produtores rurais, e estimula a produção do palmito de Pupunha ono Brasil, ajudando a preservar outras espécies nativas de palmeiras, que vêm sofrendo com anos de exploração predatória.